# 沃尔夫冈·齐默勒
沃尔夫冈·齐默勒（德語：Wolfgang Zimmerer，1940年11月15日—），德国男子雪车运动员。他曾代表西德参加1968年、1972年和1976年冬季奥林匹克运动会雪车比赛，获得一枚金牌、一枚银牌和二枚铜牌。